# Swag (álbum)
Swag es el séptimo álbum de estudio del cantautor canadiense Justin Bieber, lanzado bajo el sello Def Jam Recordings el 11 de julio de 2025. El material cuenta con la aparición de Gunna, Druski, Dijon, Lil B, Sexyy Red, Cash Cobain, Eddie Benjamin y Marvin Winans. La producción y composición estuvieron a cargo de Bieber junto a Dijon, Benjamin, Carter Lang, Dylan Wiggins, Daniel Chetrit, Mk.gee, Eli Teplin, Knox Fortune, Daniel Caesar y Harv. Swag es la continuación de su álbum anterior, Justice, y su segundo extended play, Freedom, ambos lanzados en la primavera de 2021.
El álbum recibió reseñas generalmente favorables por parte de la crítica especializada. Posee una puntuación de 68 sobre 100 en Metacritic, lo que lo convierte en uno de los álbumes mejor calificados del artista en el sitio web.
Comercialmente ocupó el primer lugar de las listas en Austria, Bélgica, Canadá, Noruega, Países Bajos y Suiza e ingresó entre los diez primeros en nueve países. Para la promoción del disco fue publicado «Daisies» como el sencillo principal del disco, ingresando al top 10 en listas de once países.

## Antecedentes, anuncio y promoción
En enero de 2023, se informó por primera vez que Bieber estaba centrado de nuevo en su séptimo álbum de estudio, tras revelar en mayo de 2022 que el álbum estaba casi terminado. El cantautor británico Ed Sheeran y la esposa de Bieber, Hailey Bieber, hablaron sobre las nuevas canciones del álbum. El 31 de enero de 2024, publicó una serie de fotos junto a otros músicos en un estudio de grabación.
Bieber pasó la primera mitad de 2025 compartiendo fotos de sí mismo trabajando en nueva música, además de publicar mensajes crípticos en sus redes sociales. Terminó oficialmente de grabar el álbum en abril de 2025 en Islandia y posteriormente, compartió fotos de un estudio de grabación en sus historias de Instagram.
El 10 de julio de 2025, aparecieron vallas publicitarias con la palabra swag en varios lugares del mundo como en Los Ángeles, Atlanta, Cambridge en Ontario e incluyendo Reikiavik, ciudad que Bieber visitó mientras grababa las canciones del álbum.  Otra valla publicitaria en Times Square, Manhattan, reveló posteriormente la lista de 20 canciones del material. El álbum cuenta con la participación de artistas invitados como Gunna, Sexyy Red y Cash Cobain. Antes de su lanzamiento, Bieber organizó sesiones de improvisación musical en su casa en Los Ángeles a principios de ese año con los productores Carter Lang, Eddie Benjamin y DJ Tay James.

## Recepción

### Comentarios de la crítica
Tras su publicación, Swag obtuvo críticas «generalmente favorables». En el sitio web Metacritic, obtuvo una puntuación de sesenta y ocho sobre cien basada en catorce reseñas profesionales. Brady Brickner-Wood de The New Yorker elogió el álbum diciendo: "Bieber nunca había sonado tan salvaje, tan expansivo, tan conectado con algo auténtico".

### Rendimiento comercial
En Estados Unidos, "Swag" debutó en el número dos de la lista Billboard 200, con 163.000 ventas de álbumes equivalentes en su primera semana. De esa cifra, solo 6.000 fueron ventas de álbumes, mientras que 155.000 fueron ventas en streaming. Esto se debió a que las versiones físicas del álbum no se esperaban hasta diciembre y solo había disponible un álbum estándar para descarga digital. Sin embargo, el álbum acumuló 198,77 millones de reproducciones a pedido, lo que le valió a Bieber la semana de reproducción más grande de su carrera.

## Lista de canciones
| Swag  |                                                | |                                            |          |  |
| N.º   | Título                                         | Escritor(es) | Productor(es)                              | Duración |  |
| 1.    | «All I Can Take»                               | Justin Bieber Carter Lang Dylan Wiggins Eddie Benjamin Daniel Chetrit Tobias Jesso Jr. Jackson Morgan                    | Bieber Lang Wiggins Benjamin Chetrit       | 4:07     |  |
| 2.    | «Daisies»                                      | Bieber Michael Gordon Lang Wiggins Benjamin Dijon Duenas Chetrit Jesso                                                   | Mk.gee Lang Wiggins Benjamin Dijon Chetrit | 2:56     |  |
| 3.    | «Yukon»                                        | Bieber Tauheed Epps Lang Wiggins Duenas Chetrit Marshall Mathers Kejuan Muchita Michael Crawford John Medora David White | Lang Wiggins Dijon Chetrit                 | 2:43     |  |
| 4.    | «Go Baby»                                      | Bieber Lang Wiggins Benjamin Eli Teplin Jesso Morgan Chetrit                                                             | Lang Wiggins Benjamin Teplin               | 3:14     |  |
| 5.    | «Things You Do»                                | Bieber Lang Duenas | Lang Dijon                                 | 1:48     |  |
| 6.    | «Butterflies»                                  | Bieber Lang Wiggins Benjamin Chetrit Jesso Morgan                                                                        | Bieber Lang Wiggins Benjamin Chetrit       | 3:13     |  |
| 7.    | «Way It Is» (con Gunna)                        | Bieber Sergio Kitchens Lang Wiggins Benjamin Jesso Morgan Chetrit                                                        | Lang Wiggins                               | 3:15     |  |
| 8.    | «First Place»                                  | Bieber Lang Wiggins Benjamin Kevin Rhomberg Jesso Morgan Chetrit                                                         | Bieber Lang Wiggins Benjamin Knox Fortune  | 3:20     |  |
| 9.    | «Soulful» (con Druski)                         | Bieber | Lang Wiggins Benjamin                      | 0:36     |  |
| 10.   | «Walking Away»                                 | Bieber Lang Wiggins Jesso Morgan Chetrit                                                                                 | Bieber Lang Wiggins Benjamin               | 4:04     |  |
| 11.   | «Glory Voice Memo»                             | Bieber Lang Wiggins Chetrit                                                                                              | Lang Wiggins Chetrit                       | 1:24     |  |
| 12.   | «Devotion» (con Dijon)                         | Bieber Duenas Ashton Simmonds Lang Wiggins Chetrit                                                                       | Dijon Daniel Caesar Lang Wiggins Chetrit   | 3:54     |  |
| 13.   | «Dadz Love» (con Lil B)                        | Bieber Brandon McCartney Lang Wiggins Rhomberg Chetrit                                                                   | Lang Wiggins Knox Fortune Chetrit          | 2:25     |  |
| 14.   | «Therapy Session» (con Druski)                 | Bieber Desbordes | Lang Wiggins Benjamin                      | 1:18     |  |
| 15.   | «Sweet Spot» (con Sexyy Red)                   | Bieber Janae Wherry Lang Wiggins Benjamin Jesso Morgan Chetrit James Harris III Terry Lewis Elmer Bernstein              | Lang Wiggins Benjamin                      | 3:05     |  |
| 16.   | «Standing on Business» (con Druski)            | Bieber Desbordes |                                            | 0:50     |  |
| 17.   | «405»                                          | Bieber Lang Wiggins Benjamin Jesso Morgan Chetrit                                                                        | Bieber Lang Wiggins Benjamin               | 3:32     |  |
| 18.   | «Swag» (con Cash Cobain y Eddie Benjamin)      | Bieber Cashmere Small Lang Wiggins                                                                                       | Lang Wiggins                               | 2:30     |  |
| 19.   | «Zuma House»                                   | Bieber Lang | Bieber Lang                                | 1:23     |  |
| 20.   | «Too Long»                                     | Bieber Lang Wiggins Benjamin Bernard Harvey Jesso Morgan Chetrit                                                         | Lang Wiggins Benjamin Harv                 | 3:04     |  |
| 21.   | «Forgiveness» (interpretada por Marvin Winans) | Rick Founds |                                            | 1:30     |  |
| 54:09 |                                                | |                                            |          |  |

Notas
- Los títulos de cada canción son estilizados en mayúsculas.
- «Yukon» contiene una interpolación de la canción «Untitled» interpretada por Eminem, escrita por él, Kejuan Muchita, Michael Crawford, John Medora y David White.
- «Forgiveness» es una versión de la canción «Lord, I Lift Your Name On High» escrita por Rick Founds. Es el único tema del álbum en el que no canta Bieber, en su lugar lo interpreta Marvin Winans.[28]

## Créditos y personal

### Intérpretes y músicos
- Justin Bieber: artista principal, voz, voces adicionales
- Jackson Lee Morgan: coros
- 2 Chainz: coros
- Gunna: voz
- Eddie Benjamin: coros, voz
- Druski: voz
- Ashton Simmonds: coros, bajo
- Dijon: voz
- Lil B: voz
- Robert M. Crawford: voz
- Sexyy Red: voz
- Cash Cobain: voz

### Producción
- Josh Gudwin: mezcla
- Neal Pogue: mezcla
- Dale Becker: masterización
- Felix Byrne: masterización, ingeniería de audio, mezcla (asistencia)
- Florian «Flo» Ongonga: ingeniería de audio
- Justin Bieber: ingeniería de audio
- Denis Kosiak: ingeniería de audio
- Katie Harvey: masterización (asistencia)
- Kegn Venegas: masterización (asistencia)
- Noah McCorkle: masterización (asistencia)

Créditos adaptados del álbum en Tidal.

## Posicionamiento en listas
| Lista (2025)                            | Mejor posición |
| --------------------------------------- | -------------- |
| Alemania (Offizielle Top 100)           | 6              |
| Australia (ARIA)                        | 2              |
| Austria (Ö3 Austria)                    | 1              |
| Bélgica (Ultratop Flandes)              | 1              |
| Bélgica (Ultratop Valonia)              | 6              |
| Canadá (Billboard Canadian Albums)      | 1              |
| Dinamarca (Hitlisten)                   | 1              |
| Eslovaquia (ČNS IFPI)                   | 4              |
| España (PROMUSICAE)                     | 8              |
| Estados Unidos (Billboard 200)          | 2              |
| Estados Unidos (Top R&B/Hip-Hop Albums) | 2              |
| Finlandia (Suomen virallinen lista)     | 19             |
| Francia (SNEP)                          | 10             |
| Hungría (MAHASZ)                        | 6              |
| Irlanda (OCC)                           | 2              |
| Islandia (Tónlistinn)                   | 1              |
| Italia (FIMI)                           | 14             |
| Japón (Oricon)                          | 15             |
| Japón (Billboard Japan)                 | 10             |
| Lituania (AGATA)                        | 12             |
| Nigeria (TurnTable)                     | 20             |
| Noruega (IFPI Norge)                    | 1              |
| Nueva Zelanda (RMNZ)                    | 3              |
| Países Bajos (Album Top 100)            | 1              |
| Polonia (ZPAV)                          | 22             |
| Portugal (AFP)                          | 1              |
| República Checa (ČNS IFPI)              | 12             |
| Suecia (Sverigetopplistan)              | 3              |
| Suiza (Schweizer Hitparade)             | 1              |
| Reino Unido (UK Albums Chart)           | 4              |
| Reino Unido (UK R&B Albums)             | 5              |